# Ken De Dycker
Ken De Dycker, född den 20 juni 1984 i Leuven, är en belgisk motocrossförare som deltagit i VM sedan 2003. 
2003 placerade De Dycker sig som 21 totalt i klassen MX3; 2004 gick han upp till klassen MX1 och placerade sig då som 9. Vilket även var hans placering 2005. 2006 förbättrade De Dycker sin placering till 4. 
Ken De Dyckers första Grand Prix-seger kom 2007 på Glimminge motorstadion i Uddevalla. 
Från och med 2010 kör Ken De Dycker för Yamaha.